# Эбонтий

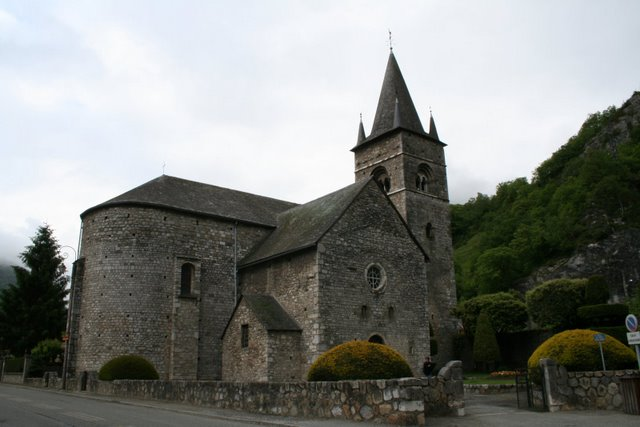
Церковь Святого Эбонтия в Сарранколене, место рождения святого

Эбонтий (Эбун, Понтий, Понс; XI век, Сарранколен, графство Комменж, Гасконь — 1104) — епископ Роды и Барбастро; святой (день памяти — 12 сентября).
Был монахом-бенедиктинцем, потом аббатом в монастыре Санта-Фе в Конке, после чего был назначен епископом в Рода д’Изабена. Во время осады Барбастро король Арагона Педро I направил Эбонтия в Рим с просьбой к папе Урбану II о переносе кафедры из Роды в Барбастро. После возвращения с папской буллой Electum vestrum и освобождением Барбастро от мусульман в 1101 году Эбонтий освятил мечеть Барбастро в качестве кафедрального собора и перенес туда епископскую резиденцию, став епископом Барбастро.
Был канонизирован как святой Римской католической церкви. День памяти святого Эбонтия празднуется 12 сентября.